# Dimitri Serguéyevich Gúsev
Dimitri Serguéyevich Gúsev (en ruso: Дми́трий Серге́евич Гу́сев; Tiukovka, Imperio ruso, 15 de febrero de 1915 – Volgogrado, Unión Soviética, 2 de junio de 1989) fue un teniente primero que combatió en la Segunda Guerra Mundial en las filas del Ejército Rojo. Por sus acciones durante la Ofensiva de Lublin-Brest recibió el título de Héroe de la Unión Soviética y la Orden de Lenin. En ese momento, era comandante de pelotón en la 134.ª División de Fusileros.

## Biografía

### Infancia
Dimitri Gúsev nació el 15 de febrero de 1915 en la pequeña localidad rural de Tyukovka en el Uyezd de Novochopersk de la gobernación de Vorónezh en el seno de una familia campesina. Únicamente cursó cinco grados en la escuela local antes de abandonar los estudios, después se mudó a Krasnoyarsk y trabajó como electricista.

### Segunda Guerra Mundial
El 15 de diciembre de 1942, fue reclutado por el Ejército Rojo y asignado al 23.º Regimiento Aerotransportado de Guardias de la 9.ª División Aerotransportada de Guardias. Gúsev recibió su bautismo de fuego en la ofensiva de Stáraya Rusa donde resultó herido durante los combates del 15 de marzo. Después de recuperarse, se graduó en la Escuela de Sargentos del Distrito Militar de Moscú. Después de graduarse se convirtió en comandante de un pelotón de ametralladoras en el 24.º Regimiento de Guardias Aerotransportados de la 10.ª División Aerotransportada de la Guardia. Combatió en el cruce del Dniéper y las batallas por la cabeza de puente en Mishurin Rog durante septiembre. En noviembre, fue enviado a tomar cursos para tenientes subalternos del 69.º Ejército. Después de completar el curso en marzo de 1944, fue ascendido al rango de subteniente y se convirtió en comandante de pelotón de ametralladoras del 629.º Regimiento de Fusileros de la 134.ª División de Fusileros. También se unió al Partido Comunista de la Unión Soviética en esta época.
Posteriormente, la división luchó en la ofensiva de Lublin-Brest. El 20 de julio, Gúsev avanzó con dos ametralladoras hasta las orillas del río Bug bajo fuego de artillería pesada e hizo posible el cruce del río con el fuego de su pelotón. Después de cruzar el río, llevó sus ametralladoras a la otra orilla y, ayudó a repeler cinco contraataques alemanes. Mientras rechazaba un contraataque, destruyó una ametralladora y mató a diez soldados alemanes. Durante la expansión de la cabeza de puente, organizó las ametralladoras de su pelotón para apoyar el avance, lo que permitió la captura rápida de las trincheras enemigas avanzadas. Durante ese día, el pelotón de ametralladoras de Gúsev mató a 35 soldados alemanes. Por sus acciones en esta batalla, recibió la Orden de la Guerra Patria de 2.do grado el 5 de agosto.
La división siguió avanzando y llegó al Vístula el 29 de julio. A pesar del intenso fuego de la artillería alemana, Gúsev condujo a su pelotón a través del río. Luego dirigió a su pelotón a la batalla por la expansión de lo que se conoció como la cabeza de puente de Puławy. Junto con dos compañías de fusileros, el pelotón de Gusev capturó el pueblo de Lyutsimya. Luego preparó su pelotón en posiciones para repeler los previsibles contraataques alemanes. Según los informes, el pelotón rechazó quince contraataques, matando a más de 100 soldados enemigos y destruyendo hasta quince posiciones de tiro. Por sus acciones durante estos combates, recibió el título de Héroe de la Unión Soviética y la Orden de Lenin el 24 de marzo de 1945.
La división luchó para mantener la cabeza de puente de Puławy durante los próximos meses. En enero de 1945, la división participó en la Ofensiva de Varsovia-Poznan (parte de la más amplia Ofensiva del Vístula-Óder). El 14 de enero, el pelotón de Gúsev atacó al oeste desde la cabeza de puente y capturó el pueblo de Paenkuv. Luego avanzaron por la carretera a Radom, que fue capturada poco después. Durante los combates posteriores en los accesos a Poznan y el cruce del río Varta, el pelotón mató a 250 soldados alemanes con sus ametralladoras. Luego, la división avanzó hacia el Óder en dirección a Fráncfort del Óder. Mientras atacaba a través del Lago Großer, se utilizó fuego de ametralladora para facilitar el avance del 629.º Regimiento de Fusileros, lo que permitió la reducción de las defensas alemanas en la costa occidental del lago. Por sus acciones durante la ofensiva, Gusev recibió la Orden de la Bandera Roja el 8 de junio.
Luego, la división luchó en la Ofensiva de Berlín. Avanzó desde la cabeza de puente de Küstrin y luchó en la destrucción de las unidades alemanas rodeadas al sureste de Berlín. El 22 de abril, Gúsev dirigió su pelotón para repeler dos contraataques alemanes cerca del pueblo de Wilmersdorf. Según los informes, su pelotón mató a 70 soldados alemanes. Gúsev resultó gravemente herido en esta batalla, sin embargo, no abandonó el campo de batalla. Por su valentía y liderazgo, recibió una segunda Orden de la Bandera Roja el 18 de junio.

### Posguerra
En 1946, Gúsev fue dado de baja del ejército con el grado militar de teniente primero, posteriormente estableció su residencia en Volgogrado y el 11 de marzo de 1985, recibió la Orden de la Guerra Patria y 2.do grado con motivo del 40.º aniversario del final de la Segunda Guerra Mundial. Murió en 1989 a la edad de 74 años.

## Condecoraciones
A lo largo de su servicio militar Dimitri Gúsev recibió las siguientes condecoracionesː
|  | Héroe de la Unión Soviética (24 de marzo de 1945)                              |
|  | Orden de Lenin (24 de marzo de 1945)                                           |
|  | Orden de la Bandera Roja, dos veces (8 de junio de 1945 y 18 de junio de 1945) |
|  | Orden de la Guerra Patria de 1.er grado (11 de marzo de 1985)                  |
|  | Orden de la Guerra Patria de 2.do grado (8 de mayo de 1944)                    |